# Milići (Sjenica)
Pour les articles homonymes, voir Milići.
Milići (en serbe cyrillique : Милићи) est un village de Serbie situé dans la municipalité de Sjenica, district de Zlatibor. Au recensement de 2011, il comptait 38 habitants.

## Démographie
| 1948 | 1953 | 1961 | 1971 | 1981 | 1991 | 2002 | 2011 |
| ---- | ---- | ---- | ---- | ---- | ---- | ---- | ---- |
| 104  | 119  | 115  | 85   | 82   | 39   | 38   | 38   |

|  |